# Groene Leeuw

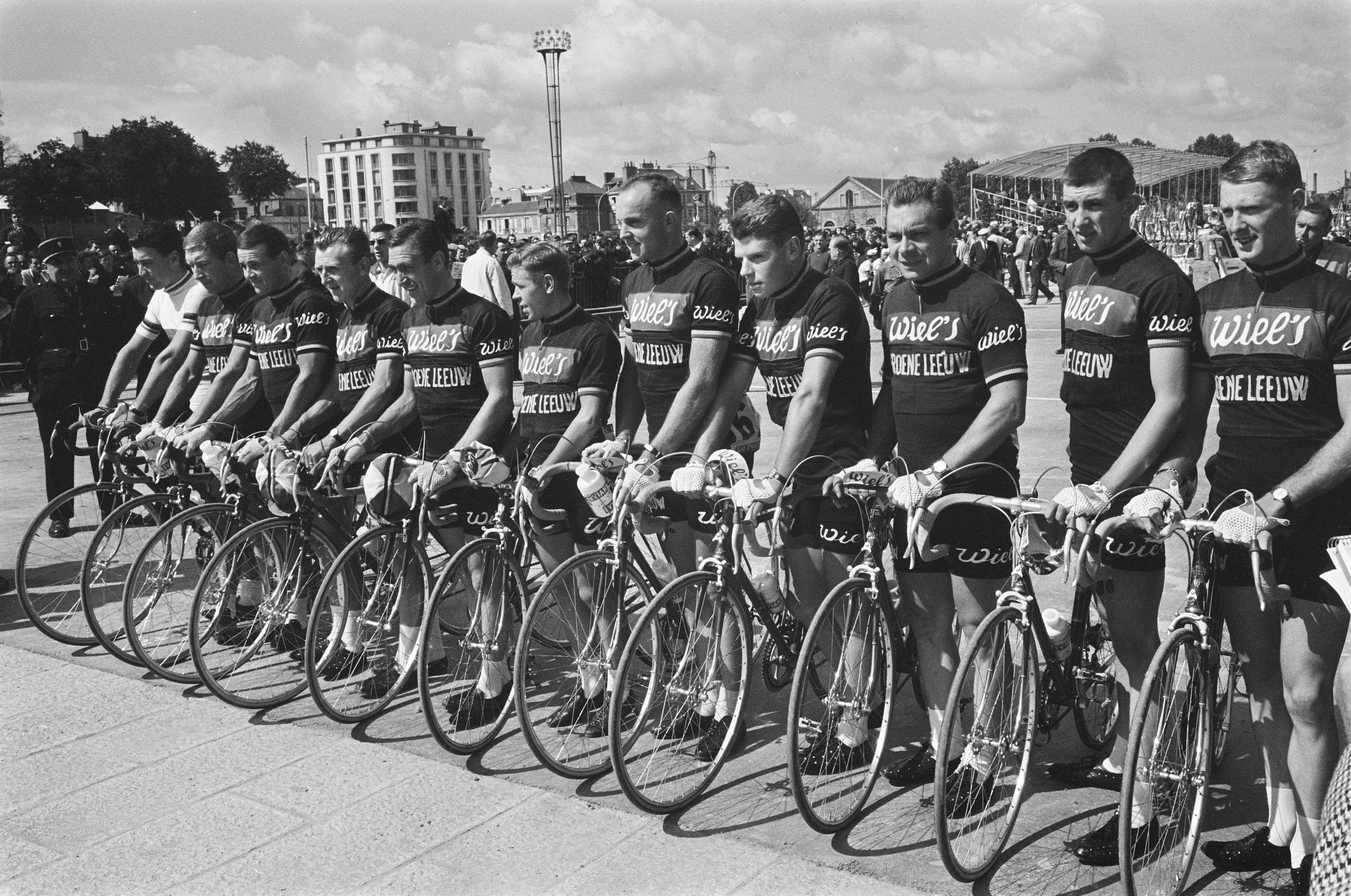
De Wiel's-Groene Leeuw ploeg voor de Tour de France 1964

Groene Leeuw was een Belgische wielerploeg.

## Historiek
De ploeg werd opgericht in 1945 en opgeheven in 1969, gesponsord door fietsenfabrikant Groene Leeuw, een bedrijf van Adolphe De Kimpe, na enige tijd geassisteerd door zijn zoon Albert "Berten" De Kimpe. Groene Leeuw leverde niet enkel koersfietsen maar ook heren- en damesfietsen, met assemblage door lokale fietsenmakers.
Een van de cosponsors was de Belgische brouwer Wielemans-Ceuppens die hiermee zijn biermerk Wiel's promootte. Bij de gloriemomenten voor de ploeg horen de volgende overwinningen:
- Driedaagse van West-Vlaanderen: Noël Foré (1957), Daniel Denys (1959), Gustaaf De Smet (1963, 1967)
- Dwars door Vlaanderen: Noël Foré (1957), Arthur Decabooter (1960), Walter Godefroot (1966)
- Gent-Wevelgem: Noël Foré (1958), Benoni Beheyt (1963)
- Ronde van België: Noël Foré (1958), Armand Desmet (1959), Alfons Sweeck (1960), Benoni Beheyt (1964)
- E3 Harelbeke: Armand Desmet (1958), Arthur Decabooter (1961), André Messelis (1962)
- Parijs-Roubaix: Noël Foré (1959)
- Ronde van Zwitserland: Hans Junkermann (1962)
- Ronde van Valencia: Fernando Manzaneque (1962)
- Tour du Nord: André Messelis (1962), Willy Van den Eynde (1965)
- Waalse Pijl: Gilbert Desmet (1964)
- Vierdaagse van Duinkerke: Gilbert Desmet (1964), Gustaaf De Smet (1965)
- Kuurne-Brussel-Kuurne: Gustaaf De Smet (1966), Freddy Decloedt (1969)
- Ronde van Picardië: Walter Boucquet (1968)

Een hoogtepunt was zeker ook de Ronde van Spanje 1960 waar Groene Leeuw de winnaar en tweede van het eindklassement leverde, respectievelijk Frans De Mulder (met vier ritwinsten) en Armand Desmet. Een derde ploegmaat, Arthur Decabooter, eindigde ook nog in de top 10 en won dat jaar ook de blauwe trui van het puntenklassement en twee ritwinsten. Het team deed viermaal mee met de Ronde van Frankrijk (1962, 1963, 1964, 1965) en behaalde daar in die vier jaar zes ritoverwinningen. In de Vuelta behaalde Groene Leeuw uit zes deelnames (1960, 1961, 1962, 1965, 1966, 1969) 10 ritwinsten.

## Bekende wielrenners
- Arthur Decabooter
- Benoni Beheyt
- Walter Godefroot
- Rik Van Looy
- Erik De Vlaeminck
- Germain Derycke
- Sylvère Maes
- Michel Remue
- Gerard Van De Steene
- Lucien Mathys

- Stan Ockers
- Noël Foré
- Hans Junkermann
- Fernando Manzaneque
- Armand Desmet
- Frans De Mulder
- Daniel Denys
- Karl-Heinz Kunde
- Eddy Pauwels
- Martin Van Den Bossche

- Alfons Sweeck
- Gustaaf De Smet
- Gilbert Desmet
- André Messelis
- Willy Van den Eynde
- Freddy Decloedt
- Walter Boucquet
- Jean-Baptiste Claes
- Firmin Van Kerrebroeck
- Jozef Timmerman